# Joaquim da Silva Cunha
Joaquim Moreira da Silva Cunha GCC • GCI • GOIH • GCIH • OIP (Santo Tirso, 15 de Março de 1920 — Parede, Cascais, 4 de junho de 2014) foi um professor universitário e político português.

## Biografia
Professor da Faculdade de Direito da Universidade de Lisboa e depois da Escola Superior Colonial (sucessivamente Instituto Superior de Estudos Ultramarinos, Instituto Superior de Ciências Sociais e Política Ultramarina / Universidade Técnica de Lisboa e Instituto Superior de Ciências Sociais e Políticas / hoje pertencente à Universidade de Lisboa). Foi ainda Professor de Direito Penal e de Histórias das Instituições na Faculdade de Direito da Universidade Livre do Porto de 1980 a 1986, e posteriormente na Faculdade de Direito da Universidade Portucalense do Porto de 1986 a 1989. 
Ocupou os cargos de Ministro da Defesa Nacional (1973-1974) e de Ministro do Ultramar (1965-1973), em governos presididos por António de Oliveira Salazar e por Marcelo Caetano.
A 22 de Dezembro de 1958 foi feito Oficial da Ordem da Instrução Pública, a 26 de Abril de 1963 foi feito Grande-Oficial da Ordem do Infante D. Henrique, a 17 de Janeiro de 1966 foi agraciado com a Grã-Cruz da Ordem Militar de Nosso Senhor Jesus Cristo, a 29 de Março de 1968 foi elevado a Grã-Cruz da Ordem do Infante D. Henrique e a 13 de Agosto de 1970 foi agraciado com a Grã-Cruz da Ordem do Império.
Publicou Descentralização e autonomia na tradição da ação ultramarina de Portugal em 1971, um seu discurso defensor da tese autonomista dos territórios em África.